# Alcool méthylbenzylique
L'alcool méthylbenzylique, tolylméthanol ou (méthylphényl)méthanol est un composé aromatique de formule C8H10O. Il est constitué d'un cycle benzénique substitué par un groupe méthyle et un groupe hydroxyméthyle. Comme tous les benzènes disubstitués, il existe sous la forme de trois isomères structuraux, les composés ortho, méta et para, selon la position relative des deux substituants sur le cycle.

## Propriétés
| Méthylbenzaldéhyde                        |                                                                                                 |                                                                                                |                                                                                                |
| Nom                                       | Alcool 2-méthylbenzylique                                                                       | Alcool 3-méthylbenzylique                                                                      | Alcool 4-méthylbenzylique                                                                      |
| Autres noms                               | Alcool orthométhylbenzylique Alcool o-méthylbenzylique o-tolylméthanol (2-Méthylphényl)méthanol | Alcool métaméthylbenzylique Alcool m-méthylbenzylique m-tolylméthanol (3-Méthylphényl)méthanol | Alcool paraméthylbenzylique Alcool p-méthylbenzylique p-tolylméthanol (4-Méthylphényl)méthanol |
| Représentation                            |                                                                                                 |                                                                                                |                                                                                                |
| Numéro CAS                                | 89-95-2                                                                                         | 587-03-1                                                                                       | 589-18-4                                                                                       |
| PubChem                                   | 6994                                                                                            | 11476                                                                                          | 11505                                                                                          |
| Formule brute                             | C8H10O                                                                                          | C8H10O                                                                                         | C8H10O                                                                                         |
| Masse molaire                             | 122,17 g mol−1                                                                                  | 122,17 g mol−1                                                                                 | 122,17 g mol−1                                                                                 |
| État (CNTP)                               | solide                                                                                          | liquide                                                                                        | solide                                                                                         |
| Apparence                                 | solide blanc                                                                                    | liquide incolore                                                                               | solide blanc                                                                                   |
| Point de fusion                           | 34 à 38 °C                                                                                      |                                                                                                | 56 à 61 °C                                                                                     |
| Point d'ébullition                        | 109 à 110 °C (14 mmHg)                                                                          | 215 °C (740 mmHg)                                                                              | 217 °C (760 mmHg)                                                                              |
| Masse volumique                           |                                                                                                 | 1,010 g·cm-3 (25 °C)                                                                           |                                                                                                |
| Point d'éclair                            | 104 °C                                                                                          | 105 °C                                                                                         |                                                                                                |
| Coefficient de partage octanol/eau (LogP) |                                                                                                 |                                                                                                | 1,6                                                                                            |
| SGH                                       | Attention                                                                                       | Attention                                                                                      | Attention                                                                                      |
| Phrases H et P                            | H315, H319 et H335                                                                              | H315, H319 et H335                                                                             | H315, H319 et H335                                                                             |
| Phrases H et P                            | P261, P280 et P302+P352 P312 et P305+P351+P338                                                  | P261, P280 et P302+P352 P312 et P305+P351+P338                                                 | P261, P280 et P302+P352 P312 et P305+P351+P338                                                 |

## Utilisations
L'alcool 4-méthylbenzylique est utilisé en parfumerie,  comme arôme et réactif de laboratoire. On l'utilise notamment dans la synthèse de polycarbonates et du 4-méthylbenzaldéhyde. De même, l'alcool 2-méthylbenzylique peut être oxydé en 2-méthylbenzaldéhyde par l'action du chlorochromate de pyridinium.
L'alcool méthylbenzylique est utilisé dans certaines laques à base de nitrate de cellulose et d'acétylcellulose où il contribue à améliorer l'écoulement et la formation de film, et empêche le rougissement à des niveaux d'humidité atmosphérique relativement élevés.